# Volnovakha (huyện)
Huyện Volnovakha (tiếng Ukraina: Волноваський район, chuyển tự: Volnovakhas’kyi raion) là một huyện của tỉnh Donetsk thuộc Ukraina. Huyện Volnovakha có diện tích 1848 kilômét vuông, dân số theo điều tra dân số ngày 5 tháng 12 năm 2001 là 92630 người với mật độ 50 người/km2. Trung tâm huyện nằm ở Volnovakha.